# グアルダ

グアルダの位置

グアルダ（Guarda [ˈɡwaɾdɐ] ( 音声ファイル)）はポルトガル・グアルダ県の都市。人口44,149。

## 歴史
1199年、ポルトガル王サンシュ1世によって建設された。

## 姉妹都市
- ジークブルク、ドイツ